# Accelerator
Accelerator – debiutancki album brytyjskiej grupy elektronicznej i ambientowej The Future Sound of London.

## Lista utworów
1. "Expander" – 5:40
2. "Stolen Documents" – 5:12
3. "While Others Cry" – 5:27
4. "Calcium" – 5:22
5. "It's Not My Problem" – 4:02
6. "Papua New Guinea" – 6:45
7. "Moscow" – 3:35
8. "1 in 8" – 4:36
9. "Pulse State" – 7:14
10. "Central Industrial" – 4:27
Utwory bonusowe w ponownych wydaniach:
11. "Expander (remix)" – 4:51
12. "Moscow (remix)" – 4:53